# Remus Ludu
Remus Ludu (ur. 13 maja 1914 w Târgu Lăpuș, zm. w 1982) – rumuński gimnastyk. Uczestnik Igrzysk Olimpijskich w 1936 w Berlinie. Na igrzyskach olimpijskich zajął 103. miejsce w wieloboju gimnastycznym.